# Comuna Bezvodne, Iampol
Bezvodne (în ucraineană Безводне) este o comună în raionul Iampol, regiunea Vinița, Ucraina, formată din satele Bezvodne (reședința) și Prîlujne.

## Demografie
Componența lingvistică a satului Bezvodne
     Ucraineană (98,51%)
     Rusă (1,09%)
     Alte limbi (0,2%)
Conform recensământului din 2001, majoritatea populației satului Bezvodne era vorbitoare de ucraineană (98,51%), existând în minoritate și vorbitori de rusă (1,09%).